# Épistrophe fils d'Événos
Pour les articles homonymes, voir Épistrophe.
Dans la mythologie grecque, Épistrophe (en grec ancien Ἐπίστροφος / Epistrophos) est le fils d'Événos (roi de Lyrnessos) et le frère de Mynès. Il est tué par Achille lorsque celui-ci prend la ville pendant la guerre de Troie.

## Source
- Homère, Iliade [détail des éditions] [lire en ligne], XVI, 695. Comp. Strabon, Géographie [détail des éditions] [lire en ligne], XIII, 1, 61.